# Ulrike Holmer
Ulrike Holmer, née le 6 octobre 1967 à Mahlersdorf, est une tireuse sportive ouest-allemande.

## Biographie
Aux Jeux olympiques d'été de 1984 à Los Angeles, Ulrike Holmer est vice-championne olympique de l'épreuve féminine de carabine à 50 mètres en trois positions.